# راهبه کالیفرنیایی
راهبه کالیفرنیایی (نام علمی: Adelpha californica) نام یک گونه از سرده راهبه‌ها از زیرخانواده دریابدها و بالاخانواده فرچه‌پایان است. زیستگاه اصلی این گونه کالیفرنیا است اما معمولاً می‌توان آن‌ها را در غرب نوادا و اورگن مشاهده کرد. این گونه برای اولین بار توسط حشره‌شناسی به نام آرتور گاردینر باتلر شناسایی و نامگذاری شده‌است.
بال‌های این گونه به رنگ قهوه‌ای تیره تا سیاه با دوخط به رنگ کرمی تا سفید می‌باشد. همچنین سربال‌هایش دارای دو نقطه پررنگ به رنگ قرمز متمایل به نارنجی است.
تخم‌های گذاشته شده توسط این گونه به رنگ سبزاست. این گونه در طول حیات از درختان بلوط تغذیه می‌کند.